# Anna Gavalda
Anna Gavalda (Boulogne-Billancourt, 9 dicembre 1970) è una scrittrice, giornalista e insegnante francese.

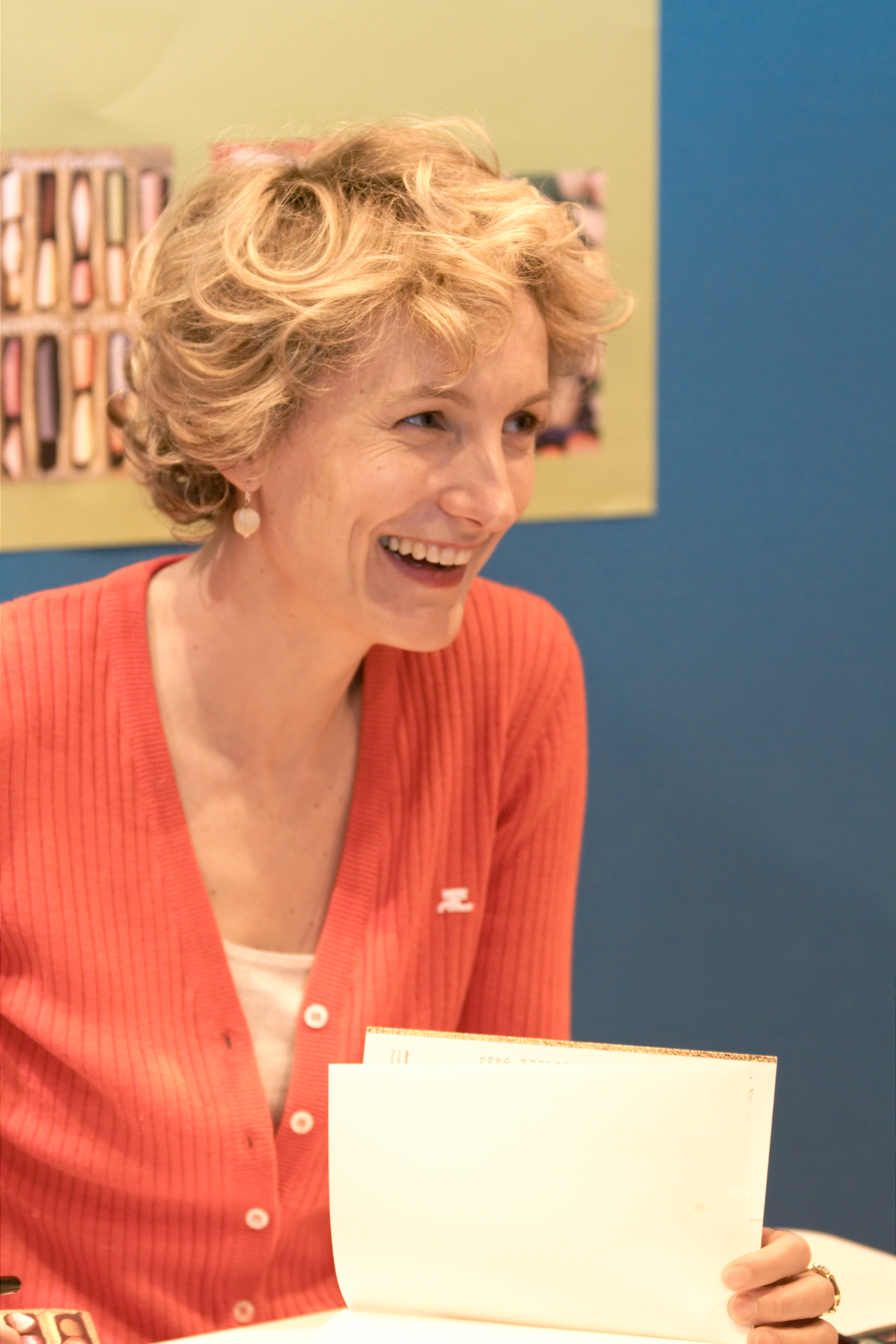
Anna Gavalda.

Nel 1992 fu premiata dalla radio France Inter grazie a La Plus Belle Lettre d'amour.
Insegnante di francese nella regione di Parigi, Anna Gavalda ha vinto nel 2000 il Grand Prix RTL-Lire per la sua prima raccolta di racconti Je voudrais que quelqu'un m'attende quelque part che incontrò un successo di critica e di pubblico in Francia. Nel 2003 ottenne un successo simile anche in Nordamerica.
Nel 2002 pubblicò in Francia il suo primo romanzo, Je L'Aimais, tradotto in inglese nello stesso anno. Ispirato dal fallimento del proprio matrimonio, ottenne anch'esso un notevole successo sia in Francia che nei paesi anglosassoni; collabora con la rivista ELLE, tenendo una rubrica sulla letteratura per bambini.

## Opere
- Vorrei che da qualche parte ci fosse qualcuno ad aspettarmi (Je voudrais que quelqu'un m'attende quelque part), racconti, 1999. ISBN 88-8274-518-X.
- Io, l'amavo (Je l'aimais), romanzo, 2002. ISBN 88-7684-737-5.
- Oggi mi va di sognare (35 kilos d'espoir), romanzo per giovani, 2002. ISBN 88-7684-889-4.
- Insieme, e basta (Ensemble, c'est tout),  romanzo, 2004. ISBN 88-8274-926-6.
- A leurs bons cœurs, romanzo, 2005
- L'età dei sogni, romanzo, 2008. ISBN 9788860615183